# ARC 7 de Agosto (D-06)
Pour les articles homonymes, voir ARC 7 de Agosto.
L'ARC 7 de Agosto (pennant number : D-06) était un destroyer de la Marine nationale colombienne d’origine suédoise. Le navire, construit à partir de novembre 1955 sous le nom de 13 de Junio, a été construit par la firme Götaverken à Göteborg selon la même conception que les destroyers de la classe Halland de la Marine royale suédoise, à l’exception qu’il avait une troisième tourelle de 120 mm à la place de la tourelle antiaérienne de 57 mm. Le navire a été lancé le 19 juin 1956 et achevé le 31 octobre 1958. Après une carrière de près de 30 ans, le navire a été mis au rebut en 1984.